# Aedes furcifer
Aedes furcifer är en tvåvingeart som beskrevs av Edwards 1913. Aedes furcifer ingår i släktet Aedes och familjen stickmyggor. Inga underarter finns listade i Catalogue of Life.